# ایگور مخونتسف
ایگور مخونتسف (انگلیسی: Egor Mekhontsev؛ زادهٔ ۱۴ نوامبر ۱۹۸۴) بوکسور اهل روسیه است.
وی همچنین برندهٔ جوایزی همچون نشان دوستی شده‌است.